# Des bateaux et des hommes
Des bateaux et des hommes est une émission de télévision documentaire québécoise en dix épisodes de 48 minutes diffusée à partir du 26 juin 2018 sur TV5 Québec Canada, France Ô ainsi que sur la chaîne Voyage. Elle a aussi été disponible sur la plateforme de vidéo à la demande ICI TOU.TV.

## Synopsis
La série explore la vie particulière et unique des gens dont le quotidien et la culture sont indissociables des bateaus. Des peuples nomades qui vivent sur l’eau en permanence, aux gens vivant sur des îles reculées qui doivent être ravitaillés par bateaux en passant par les peuplades amazoniennes pour qui le bateau est le seul moyen de transport envisageable pour traverser la jungle, la série nous fait découvrir ces récits humains provenant des voies navigables des quatre coins du globe.

## Épisodes
Chaque épisode s'attarde à un grand thème de la vie sur l'eau et sur les bateaux :
- Épisode 1 : La vie sur les lacs (taxi-pirogue sur le lac Nokoué au Bénin et îles flottantes du peuple Uros sur le lac Titicaca)
- Épisode 2 : Les routiers des flots (transport du sel à Madagascar et transport du ciment en pirogue entre la Guyane et le Brésil sur le fleuve Oyapock)
- Épisode 3 : Peuples nomades de l'eau (Les Moken qui vivent sur la mer d'Andaman et les Chams qui vivent à bord de pirogues sur le fleuve Mékong)
- Épisode 4 : À l'école de la mer (Apprentissage de la construction et de la navigation sur une pirogue ancestrale en Polynésie française et vie sur un navire-école en Bretagne)
- Épisode 5 : Ravitailler les îles du bout du monde (le Bella-Desgagnés dessert les communautés isolées de la Basse Côte-Nord au Québec et en Polynésie française, le Nukuhau fait un travail similaire entre les archipels et les îles)
- Épisode 6 : Bateaux d'hier et d'aujourd'hui (pirogues à balancier en Nouvelle-Calédonie et construction d'embarcations traditionnelles en Indonésie)
- Épisode 7 : Au secours des communautés isolées (bateau-clinique en Amazonie au Brésil et en Inde dans la province du Bengale-Occidental)
- Épisode 8 : Se restaurer sur les flots (bateau-épicerie en Argentine sur le delta du Paraná et barque-restaurant en Thaïlande)
- Épisode 9 : Bateaux de la connaissance (bibliothèque itinérante desservant les îles éloignées en Suède et enseignants se déplaçant en région éloignée en Indonésie)
- Épisode 10 : D'escale en escale (les bateaux qui assurent la liaison entre les villages de pêcheurs sur le lac Malawi et sur le fleuve Amazone)